# Зал боевой славы
Комната или зал боевой и воинской славы — это помещение, специально отведённое под нужды экспозиции. Зачастую создаются в  соединениях, воинских частях и подразделениях, иногда на предприятиях и в учреждениях чьи работники и сотрудники, в массовом порядке шли на фронт, либо на месте формировали воинские части и подразделения как, например, Ивановские ткачи или рабочие завода «Арсенал» в годы Гражданской войны, шахтёры Донбасса в годы Великой Отечественной. Музеи боевой славы формируются также в городах и сёлах, на территории которых проходили ожесточённые бои, в ходе которых местные жители проявили массовый героизм.

## Устройство комнаты, зала боевой славы части или соединения
Единых требований или указаний относительно экспонатов комнат и залов боевой славы частей/соединений не существует, однако зачастую среди экспонатов комнаты или зала боевой славы можно встретить:
- Боевой путь части — карту, на которой по хронологии отмечены основные места ведения боевых действий или выполнения задач по поддержанию порядка, пункты временного базирования и постоянной дислокации и иные значимые места. Часто делается в виде диорамы либо протяжённого стенда;
- Оригиналы или копии документов: приказов Министерства обороны и Ставки Верховного Главнокомандования, инструкций Генерального Штаба. В частности, Приказа о создании части, приказа о её пере- или расформировании, приказов об объявлении благодарностей личному составу и командованию частей;
- Полевую и парадную форму выдающихся командиров и бойцов части;
- Снаряжение, использовавшееся бойцами и командирами в определённые эпохи существования части;
- Образцы трофейного вооружения;
- Подарки союзников и жителей освобождённых стран;
- Журналы боевых действий, дневники, письма командиров и бойцов своим родным и близким;
- Книги о части, написанные ветеранами части, и изданные к юбилеям части;
- Фото- и киноматериалы о буднях и знаменательных датах в истории части; Вырезки из газет/журналов со статьями, повествующими о части и её военнослужащих;
- И другие интересные экспонаты.

## Музей боевой славы
Музеи боевой славы частей и соединений формируются в частях с продолжительной и насыщенной историей и, как правило, развиваются сначала из одной комнаты, а затем зала, к отдельному зданию, когда количества экспонатов становится слишком много для экспонирования в одном помещении. Свои музеи имеют все рода войск и виды вооружённых сил, а также военные-учебные заведения с долгой историей.
Помимо музеев боевой славы частей и соединений, также создаются подобные музеи для отдельных сёл, городов, районов и областей. Музеи боевой славы отличаются от комнат боевой славы, главным образом, количеством экспонатов, художественным оформлением, произведениями изобразительного искусства и скульптуры, а также своим содержанием (музеи, зачастую, находятся на балансе муниципальных властей).

## Послевоенное развитие музеев и комнат боевой славы
Как отмечает полковник Л.Д. Сабуров, в становлении военно-исторических музеев Советского Союза, сыгравших важную роль в патриотическом воспитании военнослужащих страны, целесообразно выделить несколько периодов:
1. 1946 — первая половина 1960-х годов;
2. Вторая половина 1960-х — 1977 год;
3. 1978 — 1985 гг.;
4. 1986 — 1991 гг.

Первый период характерен отражением тематики Великой Отечественной войны. В 1950 году ряд музеев истории частей был организован в Ленинградском, Киевском, Прикарпатском, Прибалтийском военных округах, в группах войск и на флотах. С 1952 года стало действовать Положение о клубах воинских частей, в котором указывалось на необходимость в полках, имеющих боевую историю, создавать комнаты-музеи. Если в конце 1950-х годов в стране существовало около 200 военно-исторических музеев, то в 60-е годы их насчитывалось около 500. Организация войсковых музеев и их деятельность по пропаганде боевых традиций Советских Вооруженных Сил являлись одной из самых характерных особенностей советского военно-музейного строительства. Во второй половине 60-х — 1977 году во всех округах и на флотах создавались новые военные музеи и комнаты боевой славы. Так, было завершено оформление музеев военных округов: в 1967 году — Московского, Северо-Кавказского, Киевского, Закавказского военных округов, в 1968 году — Одесского военного округа. С 1972 года действовал Музей Западной группы войск, с 1975-го — музеи Северной и Южной групп войск, с 1978-го — Музей Центральной группы войск. С 1973 года ведёт отсчёт своей истории Музей Белорусского военного округа, с 1975-го — Музей Приволжского военного округа. Важное значение для совершенствования сети военных музеев и залов боевой славы, имел приказ Министерства Обороны СССР от 25 апреля 1980 года «О введении в действие „Положения о военно-исторических музеях СА и ВМФ“». 

## За рубежом
За рубежом военное музейное дело также широко распространено. Однако в Соединённых Штатах создание комнат боевой славы отдельных подразделений является малораспространённым явлением в пользу музеев военных соединений и гарнизонов (так называемых «фортов»), музеев видов вооружённых сил и их служб, а также музеев федеральных агентств (например, НАСА). Следует отметить, что Вооружённые силы США содержат ряд музеев боевой славы, расположенных за пределами Соединённых Штатов (например, в Германии и в Южной Корее). В Великобритании также отдаётся предпочтение музеям и музейным комплексам. Как и положено стране с продолжительной и, что немаловажно, непрерывной военной традицией, каждый британский полк имеет свой музей боевой славы. Собрания экспонатов, в России и странах СНГ, традиционно именуемые комнатами и залами боевой славы, принято именовать коллекциями в англоязычных странах (англ. collections), и собраниями в немецкоязычных (нем. Sammlungen). Посещение военных музеев и коллекций является обязательным элементом программы обучения военных историков за рубежом.

### Русскоязычная
- Боевой славы музей // Российская музейная энциклопедия в двух томах / Под ред В. Л. Янина; Российский институт культурологии. — М.: Прогресс, 2001. — Т. I. — С. 75. — 414 с. — 6200 экз. — ISBN 5-7905-1006-X.
- Сабуров Л. Д. Развитие сети военно-исторических музеев Вооружённых сил СССР. 1946-1991 гг // Военно-исторический журнал : Официальный печатный орган Министерства Обороны. — М.: Воен. изд-во, Август 2007. — № 8. — С. 15—18. Тираж — 5500 экз. — ISSN 0321-0626.

### Иностранная
- Phillips, R. Cody. Guide to U.S. Army Museums  (англ.) / U. S. Army, Center of Military History. — Washington, D. C.: DIANE Publishing, 1992. — 118 p. — ISBN 0-7881-4671-8.
- Ewing, Joseph E. Chapter 15. Military Museums and Collections // A Guide to the Study and Use of Military History  (англ.) / U. S. Army, Center of Military History. — Washington, D. C.: Government Printing Office, 2005. — P. 339-347. — 523 p. — ISBN 0-16-072360-4.
- Westrate, J. Lee. European Military Museums: a survey of their philosophy, facilities  (англ.). — Washington, D. C.: Smithsonian Institution, 1961. — 206 p.
- Zwach, Eva. Deutsche und englische Militärmuseen im 20. Jahrhundert: eine kulturgeschichtliche Analyse des gesellschaftlichen Umgangs mit Krieg  (нем.) (нем.). — Münster, NRW: LIT Verlag Münster[англ.], 1999. — S. 376. — (Museen, Geschichte und Gegenwart). — ISBN 3-8258-4160-X.